# Kleito
Kleito  (Oudgrieks: Κλειτώ) is naar de Critias van Plato de moeder van de eerste koning van het eiland Atlantis.
Kleito is de enige dochter van Evenor en Leucippe. Zij waren de oorspronkelijke bewoners van Atlantis en woonden op een heuvel in het midden van het eiland. Toen haar ouders stierven werd Kleito verliefd op Poseidon, de god van de zee in de Griekse mythologie. 
Om Kleito te beschermen vormde Poseidon rond het eiland drie cirkels van water en twee van land. 
Kleito en Poseidon kregen samen vijf tweelingen. 
Atlas, de eerstgeborene van de eerste tweeling, werd koning van het eiland en het eiland werd naar hem vernoemd, Atlantis. 

## Bron
Plato, Critias 113a-114c, 116c